# Жироди, Микетт
Микетт Жироди (фр. Miquette Giraudy) — актриса и музыкант, наиболее известная своей работой в составе группы прогрессивного рока Gong и со своим партнёром, британским рок-музыкантом Стивом Хиллиджем. Вместе с Хиллиджем она сегодня составляет ядро эмбиент-группы System 7. Помимо музыкальной карьеры Жироди также работала в кино как сценаристка, ассистент режиссёра и актриса.

## Карьера в кино
В 1969 году Жироди (под именем Моник Жироди) работала ассистентом режиссёра Барбета Шредера на фильме «Еще», а в 1972 году сыграла в его фильме «Долина». В 1971 году под именем Марсей Жироди она сыграла в фильме Жана-Пьера Прево «Юпитер», а в 1972 году монтировала фильм Марсьяля Райса «Большой раздел».

## Gong
Став подругой Хиллиджа, Жироди вместе с ним в марте 1974 года стала членом группы Gong в качестве вокалистки, проработав там до конца 1975 года. Жироди фигурирует под именем «Bambaloni Yoni» на альбоме 1974 года You, она также приняла участие в записи одного трека альбома Shamal (1975) и четырёх треков альбома Gong Live Etc. (1977). В 2006 году Жироди вместе с Хиллиджем вновь стали выступать в составе Gong, приняв участие в серии концертов и записи альбома 2032 в 2009 году.

## Сольные альбомы Хиллиджа
Жироди принимала участие во всех сольных альбомах Хиллиджа. Она играла на ударных инструментах и пела на первых двух альбомах — Fish Rising (1975) и L (1976), но начиная с альбома Motivation Radio (1977), стала играть более значимую роль, играя на клавишных и написав часть материала. Жироди почти полностью написала и исполнила половину материала на альбоме эмбиент-музыки Rainbow Dome Musick (1979), изданном как сольная работа Хиллиджа.

## System 7
В 1991 году Хиллидж и Жироди создали группу System 7, записав 10 альбомов в стиле техно-эмбиент.